# Brandy de Jerez

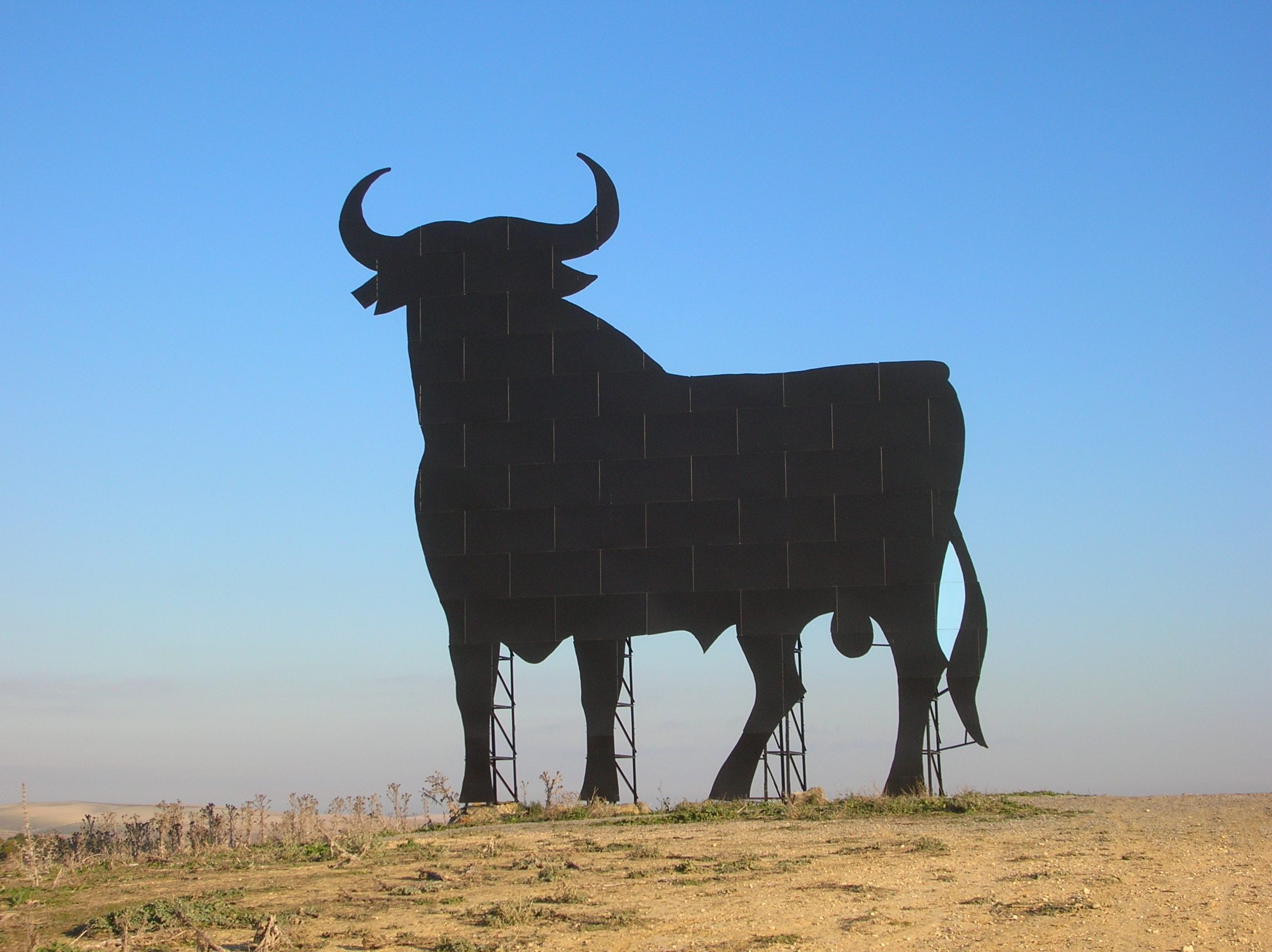
Der Toro de Osborne wirbt für den Brandy Veterano

Brandy de Jerez ist eine geschützte Ursprungsbezeichnung (DOP) für einen Brandy aus der Region um das andalusische Jerez (aus dem Sherry Dreieck zwischen den Städten Jerez de la Frontera, El Puerto de Santa María und Sanlúcar de Barrameda, in der Provinz von Cádiz). Er wird als Branntwein verkauft und ist darüber hinaus auch ein Bestandteil einiger Sherrys.

## Geschichte
Mauren, denen aus religiösen Gründen verboten war, die bereits berühmten Weine der Region Jerez zu trinken, entschieden sich diese zu destillieren, um Alkohol nicht nur für Parfums zu erhalten, sondern auch für antiseptische und medizinische Zwecke. Es ist nicht gut belegt, wann dort erstmals Weingeist in Eichenholzfässern gealtert wurde. Klar ist, dass es im sechzehnten Jahrhundert eine bedeutende Menge an Weingeist gegeben hat, da dokumentarisch belegt ist, dass der Ratsherr von Jerez 1580 eine Jesuitenschule aus den Einnahmen einer kommunalen Weingeiststeuer bauen ließ.
Im achtzehnten und neunzehnten Jahrhundert startete die Konsolidierung der Produktion von Weingeist für die kommerzielle Nutzung und den Export, vor allem in die Länder Nordeuropas. Die Niederlande stellten den Hauptmarkt dar und von dort aus wurde dieser in die ganze Welt versandt.
Der Name Brandy ist eine englische Anpassung des ursprünglichen niederländischen Wortes „brandewijn“ (deutsch verbrannter Wein), während der Begriff  „Holanda“ (Name der Weingeister mit niedrigem Alkoholgehalt, der bei der Herstellung von Brandy de Jerez verwendet wird) wieder aus dem Namen des Landes abgeleitet wird. Der Begriff „Brandavin“ wurde bereits in der Schelmenliteratur des 17. Jahrhunderts verwendet (etwa in Das Leben und Werk von Estebanillo González, Mann von guter Laune). Im frühen 19. Jahrhundert trafen englische und französischen Kaufleute in Jerez ein und begannen zusammen mit spanischen Händlern mit klaren kommerziellen Instinkten den Handel zu fördern und die Leitlinien für den charakteristischen Produktions- und Alterungsprozess von Brandy de Jerez festzulegen. Im 19. Jahrhundert wurden auf Initiative von Sherry-Firmen Markennamen für Brandy de Jerez geschaffen, die heute noch weltweit existieren.

## Produktion

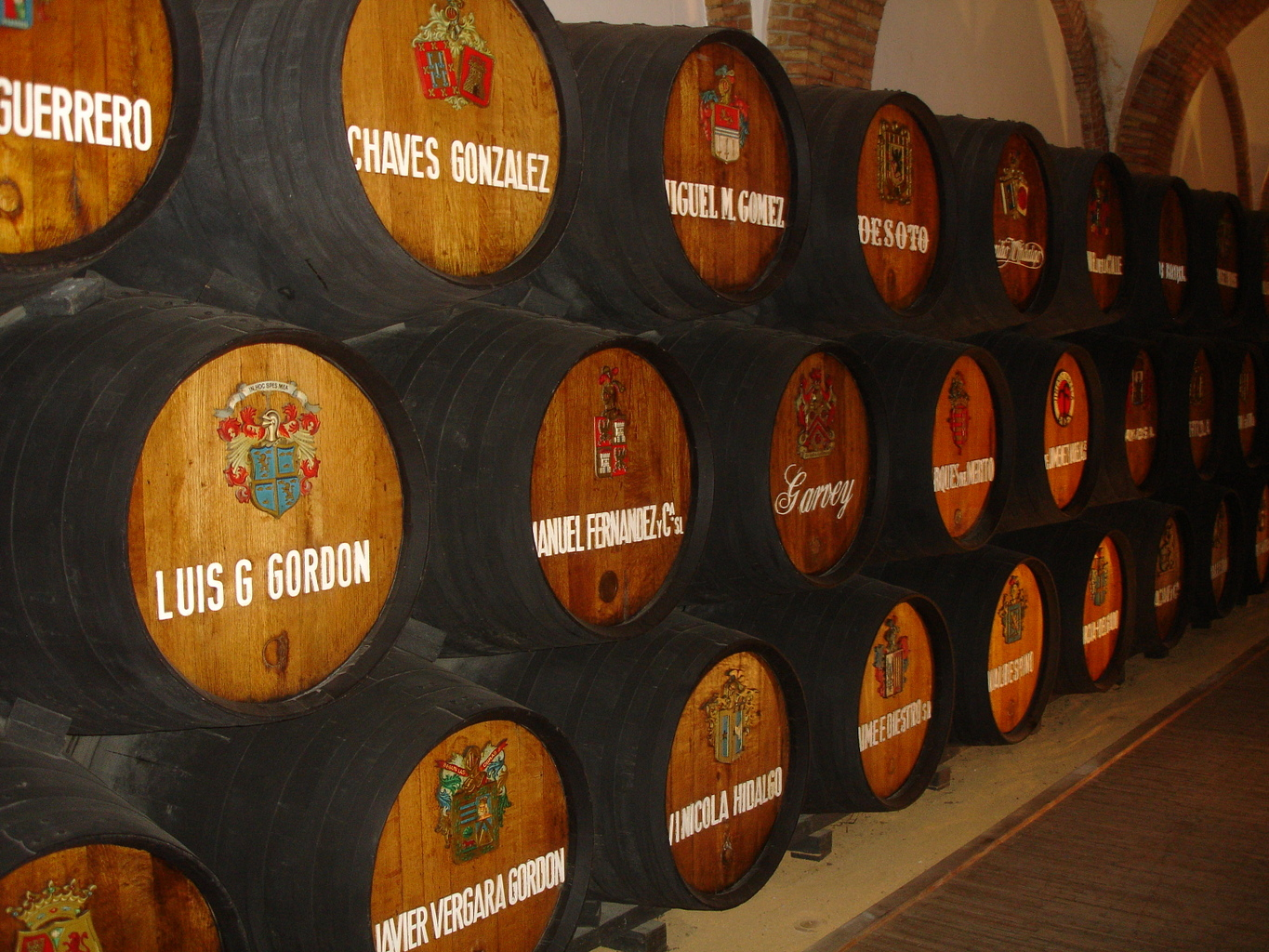
Fässer mit Brandy de Jerez

Die Produktion verwendet zwei verschiedene Destillationsanlagen, beide aus Kupfer.
- Die traditionelle pot still, die in Jerez als Alquitara bezeichnet wird, von den Mauren eingeführt, aus Kupfer hergestellt und direkt von einem Holm-Eichenholzfeuer unter Verwendung eines diskontinuierlichen Prozesses (Be- und Entladen) beheizt. Diese werden verwendet, um Spirituosen mit niedrigem Alkoholgehalt zwischen 40 und 70 Vol.-% zu erhalten. Holandas ist der Begriff, der in Jerez verwendet wird, um auf diese Weingeister mit geringem Alkoholgehalt zu verweisen, die von größerer Qualität sind, da sie die Destillation der besten Weine erfordern und besser den Rohstoff hervorrufen, aus dem sie hergestellt werden.
- Destillationskolonnen, die moderner und effizienter sind, in die der Wein kontinuierlich eingeführt wird. Diese Säulen werden verwendet, um Festigkeiten zwischen 70 und 94,8 Vol.-%  zu erhalten.

Im Falle von Brandy de Jerez ist keine doppelte Destillation erforderlich. Aus einer einfachen Destillation werden Branntweine von 65 Vol.-% erhalten. Je öfter ein Wein destilliert wird, desto mehr gehen seine Eigenschaften und Aromastoffe verloren.
Die traditionelle Produktionsmethode von Brandy de Jerez wird vom Consejo Regulador del Brandy de Jerez (dem Brandy de Jerez Regulatory Council) kontrolliert. Die Methode hat drei Hauptmerkmale:
1. Der Brandy muss exklusiv in den Gemeindegrenzen von Jerez de la Frontera, El Puerto de Santa María und Sanlúcar de Barrameda produziert worden sein.
2. Es muss in Eichenfässern mit einer Kapazität von weniger als 1000 Litern gealtert werden, die zuvor Sherry enthielten. Verschiedene Arten von Sherry geben dem Brandy eine individuelle Note.
3. Das traditionelle Alterungssystem von criaderas y soleras muss verwendet werden.

In Jerez ist es auch möglich, Weingeister mit höherem Alkoholgehalt zu verwenden, aber niemals (durch Dekret des Consejo) mehr als 50 % des Gesamtbetrags an reinem Ethanol in der Mischung. Die Holandas müssen immer über 50 % des Gesamtalkohols ausmachen.

## Klassifizierung von Brandy de Jerez

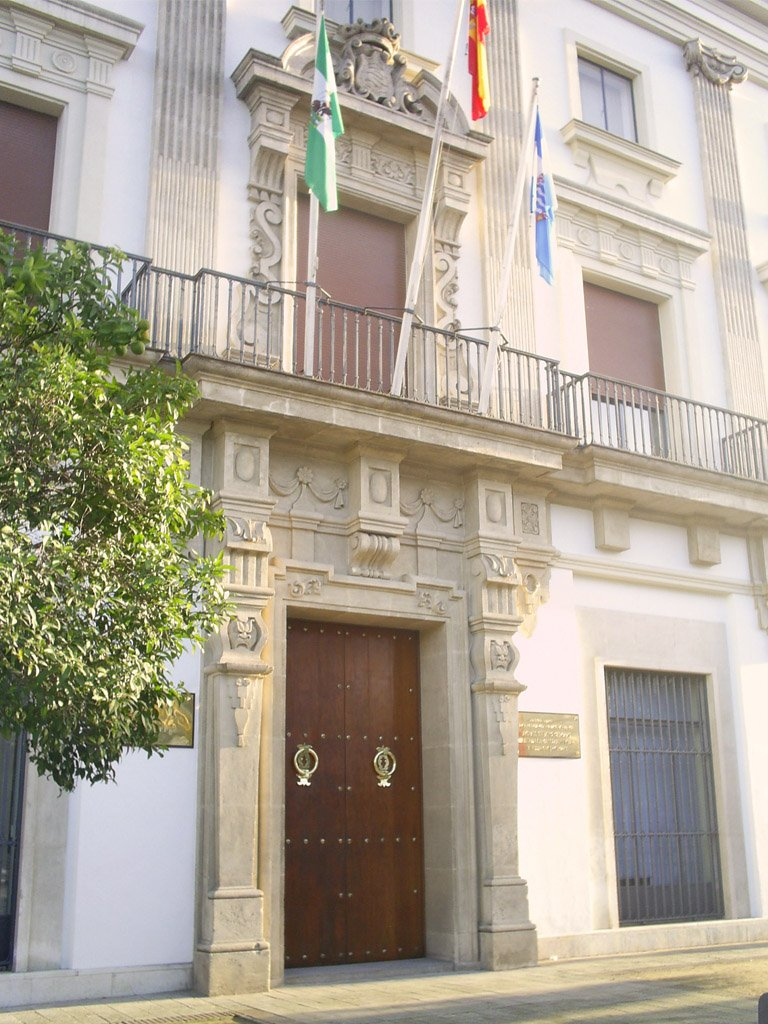
Büros des Brandy de Jerez Regulatory Council

Der Brandy de Jerez Regulatory Council klassifiziert Brandy de Jerez nach dem Alter:
- Brandy de Jerez Solera: Der jüngste und fruchtigste Brandy de Jerez, mit einem durchschnittlichen Mindestalter von sechs Monaten und einem Gehalt von flüchtigen Bestandteilen im reinen Alkohol von mehr als 150 mg/cm³.
- Brandy de Jerez Solera Reserva: Durchschnittliche Mindesstreifezeit von einem Jahr und einem Gehalt von flüchtigen Bestandteilen im reinen Alkohol von 200 mg/cm³.
- Brandy de Jerez Solera Gran Reserva: Die längste Alterung mit mindestens durchschnittlich drei Jahren und einem Gehalt von flüchtigen Bestandteilen im reinen Alkohol von 250 mg/cm³.

## Tourismus und spanische Küche

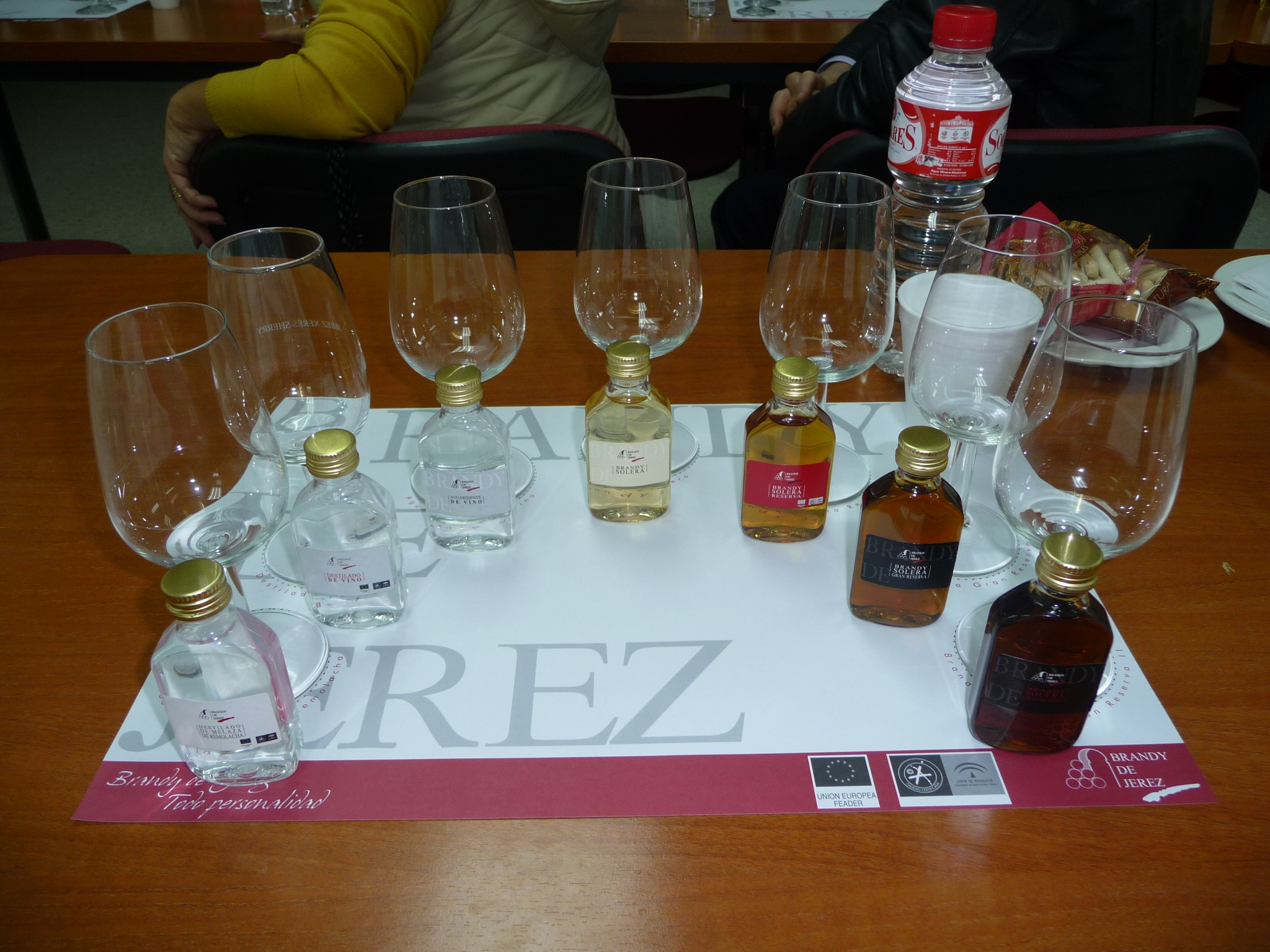
Brandy de Jerez Verkostung

Vor kurzem wurde die önotouristische Route von Sherry Wein und Brandy de Jerez gegründet.
Brandy de Jerez wird in der  spanischen Küche in den letzten Jahren vor allem mit Fleisch verwendet.